# Центральна Білорусь
Центральна Білорусь — етнографічний регіон Білорусі, до складу якого входять більша частина Мінської та західна частина Могильовської областей. На півночі межує з Поозер'ям, на сході — з Подніпров'ям, на півдні — зі Східним Поліссям.
Населення за етнографічним походженням слов'янське — дреговичі та кривичі.
Мова Центральної Білорусі належить до середньобілоруської говірки, що є перехідною між південно-західною та північно-східною говіркою.

## Історія
З Х століття північна частина регіону входила до складу Полоцького князівства, поки на початку ХІІ століття не виокремилися в самостійні Мінське, Ізяславське та Лаггожське князівства. В ХІVстолітті білоруські землі увійшли до складу Великого князівства Литовського, тому на початку XV століття мінські території ввійшли до складу Віленського воєводства. 1566 року його перейменували на Мінське воєводство з центром у Мінську.
Південна частина Центральної Білорусі мала тісні зв'язки з Таврійським князівством, де вирізнялися Слуцькі та Клецькі володіння. Наприкінці XII століття утворилося Слуцьке князівство, що, як окрема адміністративна одиниця спочатку у складі Великого князівства Литовського, а потім Речі Посполитої проіснувало до кінця XVIII століття.
Після другого поділу Речі Посполитої 1793 року Центральна Білорусь ввійшла до складу Мінської губернії.
Оскільки в середньовіччі Центральна Білорусь була на межі між Білою Руссю та Чорною Руссю, тому як етнографічний регіон, що мав свої, відмінні від інших риси, відбувся лише у XVIII—XIX столітті. Загалом цей регіон, де сконцентрувалися усі риси характерні для різних регіонів країни відіграв важливу роль у формуванні білоруського народу та культури.

## Поселення
Характер сільських поселень різнився в залежності від їх розташування. В лісистій місцевості були невеликі хутірки розкидані по лісу, а на відкритій території — великі села. Для поселень було характерним чітке планування, а також наявність брами вкінці вулиці, що на ніч закривалася. Хати та хліви, як правило, будували в одній частині вулиці комори, сараї та тік — в іншій частині. На території регіону також існували різні типи забудов — погонний, Г-подібний та «вінковий». Традиційно сільське житло було таких типів: хата з сіньми, хата з сіньми та окремим будинком для зберігання зерна, дві хати з сіньми. До сіней часто ще добудовували ґанок. Будівля були дерев'яними, з соснових колод, а дах крили соломою, хоча в східній частині його також робили дерев'яним.

## Одяг
Традиційним одягом для регіону були розширені донизу сорочки, суконні картаті або смугасті спідниці, фартух, корсет, хустка або намітка. Особливими також для даних територій були орнаменти та кольорова гамма, що простежувалася в слуцькому та капильському ткацтві.

## Кераміка
Місцева кераміка увібрала в себе риси всіх сусідніх регіонів та мала різні технології виготовлення. Єдине, що не відрізнялося, то це те, що підготовлену формовочну глиняну масу опрацьовували на ножному гончарному крузі. В XIX — на початку XX століття відомими стали бобруйська, дарасінська, городоцька та синявська кераміки, що різнилися способом виготовлення, а також іванецька та ракавська кераміки — для них характерне зображення на виробах хвойних гілок, квіток, хвилястих ліній та поясочків.

## Використані джерела
1. Цэнтральная Беларусь // Беларуская энцыклапедыя: У 18 т. Т. 18. Кн. 1: Дадатак: Шчытнікі — Яя / Рэдкал.: Г. П. Пашкоў і інш. — Мн.: БелЭн., 2004. С. 467.
2. Зеленский И. Материалы для географии и статистики России: Минская губерния. Ч. 1—2. СПб., 1864.
3. Титов В. С. Историко-этнографические регионы в экспозиции Белорусского государственного музея народной архитектуры и быта. Мн., 1982.
4. Титов В. С. Историко-этнографическое районирование материальной культуры белорусов, XIX — начало XX в. Мн., 1983.